# François Bozizé
François Bozizé Yangouvonda (sinh 14 tháng 10 năm 1946) là tổng thống thứ 4 Cộng hòa Trung Phi từ 2003 đến 2013.
Bozizé trở thành sĩ quan quân đội trong thập niên 1970 dưới triều đại Jean-Bédel Bokassa; sau khi Bokassa bị lật đổ, Bozizé trở thành Bộ trưởng quốc phòng từ 1979 đến 1981 và Bộ trưởng thông tin từ 1981 đến 1982. Ông từng tham gia vào cuộc đảo chính năm 1982 nhằm lật đổ tổng thống André Kolingba nhưng thất bại và bị trục xuất khỏi nước Trung Phi. Nhiều năm sau, ông trở thành Tư lệnh quân đội dưới quyền tổng thống Ange-Félix Patassé, nhưng sau đó bắt đầu đứng lên nổi dậy chống Patassé năm 2001.
Lực lượng trung thành với Bozizé chiếm được thủ đô Bangui tháng 3 năm 2003, trong lúc tổng thống Ange-Félix Patassé đang ở nước ngoài, và Bozizé đảo chính tự phong mình làm tổng thống và tạo dựng chính phủ thân ông ta. Ông đã giành chiến thắng trong cuộc tranh cử tổng thống lần hai vào tháng 5 năm 2005, và tái đắc cử lần nữa vào tháng 1 năm 2011 khi chiến thắng ngay từ vòng bầu cử đầu tiên.
Tháng 12 năm 2012, lực lượng đối lập CAR phát động cuộc nổi dậy nhằm lật đổ triều đại của Bozizé do không chịu tuân thủ thỏa thuận hòa bình sau cuộc nội chiến Trung Phi năm 2007. Tháng 3 năm 2013, Bozizé phải chạy trốn sang Cộng hòa Dân chủ Congo do phe nổi dậy đã chiếm được Bangui và nắm quyền kiểm soát cung tổng thống cũng như lực lượng vũ trang.